# 高舍雞
高舍雞，高句丽人，唐朝軍事將領。668年高句丽被唐與新羅的聯軍滅亡之後，高舍雞内迁至中原，一開始在河西四鎮從軍，逐漸升遷至十將，官拜諸衛將軍。有一子是唐朝名将高仙芝。

## 後世研究
高句丽人尚武，在唐境内形成多处武人集团。中国社会科学院的杨保隆认为有1/3到一半的高句丽曾被内迁至内地，并且成为中国内地一股重要的武人集团，在唐末五代历史中扮演了重要的角色。